# Кохання (Deep Love)
«Кохання» (англ. Deep Love) - комедійний короткометражний анімаційний фільм українського режисера Микити Лиськова, створений у 2019 році. Світова прем’єра стрічки відбулася 10 червня 2019 року на Міжнародному фестивалі анімаційних фільмів в Аннесі, одній з найбільш значущих світових подій в галузі анімаційного кіно, а українська - 30 листопада 2019 року на Київському міжнародному фестивалі короткометражних фільмів (КМФКФ). Фільм став учасником більш ніж 80 міжнародних кінофестивалів та здобув 24 нагороди.
Стрічка входить до альманаху короткометражних фільмів «Українська Нова Хвиля 2020» Довженко-Центру.

## Сюжет
За словами творців, "місцем дії цієї анімаційної стрічки є місто Дніпро. Частково документальний, крізь призму абсурду та чорного гумору, фільм розповідає історію, яка трапилась у великому місті під час історичних змін та декомунізації". . Цей фільм говорить про кохання за допомогою символів: дотепна історія-роздум про стосунки між людьми розкривається через звуки.
Режисерові вдалося передати усі яскраві риси Дніпра: тут і пам’ятник Леніну, чия голова вибухає, і графіті з номерам телефону майстра з ремонту та монтажу печей, і ритмічна мелодія світлофора.

## Впливи
Створюючи «Кохання», Микита Лиськов орієнтувався на естонську анімацію 90-х років, адже естонці рефлексували на близьку українцям тему відчуження від СРСР. Режисер зауважує, що його стрічка за своєю структурою та настроєм перегукується із фільмом Прійта Пярна “Сніданок на траві” 1988 року.

## Виробництво
Над створення фільму тривалістю 14 хвилин режисер разом із командою працював протягом 11 місяців.  Стрічку було створено кінокомпанією "Т.Т.М." за 100% підтримки Державного агентства України з питань кіно. Кошторис фільму склав 1 640 364 грн.
“Я малював цей фільм кадр за кадром на комп'ютері. Ще робив багато фотографій міста Дніпра, саме тих районів, де живуть працівники заводів і бідняки. Ми використовували ці фотографії, щоб показати атмосферу міста. Тому деякі місця Дніпра справді можна впізнати. Паралельно записував звуки міста. Наприклад мелодію світлофора, вона звучить у фільмі”, - розповідає режисер фільму в інтерв’ю виданню ZN.UA. 

## Сприйняття
Українська кіноспільнота
Стрічка отримала позитивні відгуки як від професійних діячів кіноіндустрії, так і від глядачів. Про останнє свідчить як мінімум той факт, що “Кохання” отримало приз глядацьких симпатій на Київському міжнародному фестивалі короткометражних фільмів (КМФКФ). Що ж стосується відгуків професійної спільноти, журі відзначило стрічку на таких важливих українських кінофестивалях як Київський міжнародний кінофестиваль "Молодість" 2019 (спеціальна відзнака журі національного конкурсу), Київський кінофестиваль «Відкрита Ніч» 2019 (гран-прі), Львівський міжнародний фестиваль короткометражних фільмів Wiz-Art 2019 (найкращий український фільм). До того ж, “Кохання” виграло премію "Золота дзиґа" (2020 р.) і національну премію кінокритиків “КІНОКОЛО” (2019 р.) в номінації “Найкращий анімаційний фільм”.
Іноземна кіноспільнота
Хоча сам режисер “Кохання” Микита Лиськов вважав, що стрічку зрозуміють та правильно сприймуть лише українці, вона викликала великий інтерес в іноземної авдиторії.  Журі Міжнародного фестивалю короткометражних фільмів ŻUBROFFKA нагородило “Кохання” головним призом у секції “Вікно на Схід” за “трагікомічне, абсурдне поєднання ситуацій і характерів та захоплюючий діагноз посткомуністичному суспільству"; крім того, журі польських журналістів відзначило фільм "за стихійне висловлювання та ерудицію у показі соціально-політичних змін в Україні. Та за виявлення еротизму в найнесподіваніших ситуаціях". Журі ще одного польського кінофестивалю ANIMOCJE назвали фільм “божевільною подорожжю в українську дійсність, що демонструє суспільство в момент прориву. Карикатурний, анархістський, чутливий”.
Та стрічка здобула визнання не лише у Польщі. Так, наприклад, члени журі міжнародного фестивалю документального та анімаційного кіно Dok Leipzig звернули увагу на "майстерність автора фільму в умінні зберегти специфічні ознаки конкретного місця в зрозумілій кожному історії та його алегоричне розуміння людського досвіду за допомогою символів і музики".
“Відгуки були тільки позитивні, тому що це фестиваль документального кіно і глядачам цікаво побачити українську реальність, адже про Україну зараз багато говорять”, - так, за словами автора “Кохання” Микити Лиськова, сприйняла фільм глядацька авдиторія у Лейпцигу.
На кінофестивалі PÖFF Shorts, що відбувається в Естонії, фільм відзначили за “простий посил, що знайшов своє втілення в складному підході, грубий стиль, якому вдається бути кумедним та гірким, легким та глибоким".
На Каталонському Міжнародному фестивалі фантастичного кіно “Коханню” дали наступний опис: “Психоделія і районний абсурд в яскравій і гротескній панк-комедії. Шок для очей, який свідчить про те, що Микита Лиськов – одна з найбільш нестандартних постатей сучасної європейської анімації”.

## Нагороди
- 2019 Приз глядацьких симпатій Київського МКФ короткометражних фільмів, Україна
- 2019 Спеціальна відзнака журі національного конкурсу Київського МКФ «Молодість», Україна
- 2019 Гран-прі – Київський кінофестиваль «Відкрита Ніч», Україна
- 2019 Сертифікат від кінофестивального дистриб’ютора Letter To Fest – Київський кінофестиваль «Відкрита Ніч», Україна
- 2019 «Золотий голуб» конкурсної програми Next Masters Competition Short Documentary and Animated Film МКФ Dok Leipzig, Лейпциг, Німеччина
- 2019 Національна премія кінокритиків «КІНОКОЛО» – Найкращий анімаційний фільм, Україна
- 2019 Гран-прі Міжнародного фестивалю анімаційного кіно TAFF, Фінляндія
- 2019 Нагорода «Вибір журі» Пекінського кінофестивалю Feinaki Beijing Animation Week, Китай
- 2019 Головний приз анімаційного конкурсу Талліннського кінофестивалю «Темні ночі» (PÖFF), Естонія
- 2019 Найкращий український фільм Львівського міжнародного фестивалю короткометражних фільмів Wiz-Art, Україна
- 2019 II премія в номінації «Короткометражний анімаційний фільм» Міжнародної програми Рівненського МКФ «Місто Мрії», Україна
- 2020 «Золота дзиґа» – Найкращий анімаційний фільм, Україна
- 2021 Головний приз у секції «Вікно на Схід» Міжнародного фестивалю короткометражних фільмів ŻUBROFFKA, Білосток, Польща
- 2021 Відзнака журі польських журналістів на Міжнародному фестивалі короткометражних фільмів ŻUBROFFKA, Білосток, Польща